# Šapur III.
Šapur III. (rednjeperzijsko 𐭱𐭧𐭯𐭥𐭧𐭥𐭩‎ Šābuhr) je bil kralj kraljev iranskega Sasanidskega cesarstva, ki je vlada od leta 383 do 388, * ni znano, † 388.
Bil je sin Šapurja II. (vladal 309-379). Na iranskem prestolu je nasledil svojega strica Ardaširja II. (vladal 379-383).
Med njegovim vladanjem ni bilo pomembnejših dogodkov. Na zahodu se je nadaljeval spor z Rimskim cesarstvom zaradi Armenije, ki se je sčasoma rešil po diplomatski poti. Imperija sta se dogovorila za delitev armenskega ozemlja, pri čemer je večina ozemlja ostala pod sasanidsko oblastjo. Na vzhodu je Šapur III. izgubil oblast nad pomembnim mestom Kabul, ki so ga osvojili Alhonski Huni. 
V Taq-e Bostanu je dal vklesati  skalni relief, na katerem je upodobljen skupaj z očetom. Bil je predzadnji monarh, ki je imel skalni relief. Zadnji je bil Kozrav II. (vladal 590–628), ki je posnemal in povečal relief Šapurja III. Šapur III. je umrl leta 388, potem ko je vladal pet let. Umrl je pod streho svojega šotora, ki se je zrušil, ko je nekaj  zarotniških plemičev prerezalo sidrne vrvi. Nasledil ga je sin Bahram IV.

## Ime
Šapur je bilo priljubljeno ime v sasanidskem Iranu. Nosili so ga trije sasanidski monarhi in veliko drugih drugi pomembnežev iz sasanidskega in poznejših obdobij. Ime je izpeljano iz staroiranskega *xšayaθiya.puθra - kraljev sin. Ime je bilo sprva verjetno naslov, ki je najkasneje v poznem 2. stoletju postal osebno ime. V nekaterih arabsko-perzijskih virih se pojavlja tudi na seznamih kraljev Arsakidske dinastije, kar je anahrono. Ime se je v grščini pisalo Sapur, Sabour in Sapuris, v latinščini Sapores in Sapor, v arabščini Sābur in Šābur in novi perzijščino Šāpur, Šāhpur in Šahfur.

## Vladanje
Šapur III. je bil sin Šapurja II. (vladal 309–379). Oče je leta 379 za svojega naslednika imenoval svojega polbrata Ardaširja II.  pod pogojem, da odstopi, ko bo Šapur III. postal polnoleten. Ardašir je vladal do leta 383, ko ga je ubilo ali odstavilo iransko plemstvo. Razlog za to je bilo njegovo nadaljevanje politike Šapurja II., ki omejevala moč oblasti željnih plemičev. Nasledil ga je Šapur III. Po pripovedih, vključenih v al-Tabarijevo Zgodovino, so ga podložniki dobro sprejeli, ker je krona prešla na potomca Šapurja II. Šapur, ki je vedel za umore nekaterih svojih predhodnikov, je v  pristopnem govoru izjavil, da na svojem dvoru ne bo dopuščal prevar, pohlepa ali samopravičnosti, kar je bilo za plemstvo nesprejemljivo.
Rimsko-sasanidski spor glede Armenije se je ob pristopu Šapurja III. obnovil. Armenijo je skupaj z Iberijo in Kavkaško Albanijo osvojil njegov oče. Arsakidski dinastiji je dovolil, da je še naprej vladala v Armeniji kot sasanidski vazal. Manjši del Armenije je ostal pod rimsko oblastjo. Leta 383 ali 384 je rimski cesar Teodozij I. sklenil povečati rimsko ozemlje in poslal vojsko na armensko mejo. Vojno je preprečil diplomatski sporazum med sprtima stranema.
Cesarstvi sta si razdelili Armenijo. Meja je potekala od Teodoziopolisa na severu do Amide na jugu, se pravi da je večina Armenije pripadla Sasanidskemu cesarstvu. Natančen datum sklenitve sporazuma ni znan. Večina zgodovinarjev meni, da je bil sklenjen leta 387, drugi pa navajajo leto 384 ali celo 389 in 390. Pogodbeni strani sta sklenili, da bosta sodelovali pri obrambi Kavkaza, Rimljani pa so obljubili, da bodo Iranu v nerednih presledkih plačali približno 226 kg zlata. Rimljani so plačila razumeli kot politično  nakazilo, Iranci pa kot davek.
Zdi se, da se je Šapur III. poleg spora glede Armenije na vzhodu spopadal z Alhonskimi Huni. Njegovi kovanci kažejo, da so Huni malo pred letom 388 zasedli Kabul in še naprej kovali denar Šapurja III., samo da so nanj dodali baktrijski napis "αλχοννο" (alksonno) kot dokaz, da so osvojili sasanidsko ozemlje. Izguba Kabula je bila za Sasanide velik udarec, ker je bil že od 360. let središče kovanja denarja.

## Smrt
Šapur III. je umrl leta 388 po petih letih vladanja. Umrl je v velikem šotoru na dvorišču svoje palače, ki se je podrl, ko je nekaj plemičev prerezalo njegove sidrne vrvi. Nasledil ga je in Bahram IV.

## Denar
Pod Šapurjem III. in Bahramom IV. se je politika kovanja denarja bistveno spremenila. Kovalo se je več kovancev, pri čemer so upravna območja pogosto kovala več različnih kovancev. Šapur III. je bil eden redkih sasanidskih kraljev, ki na kovancih ni nosil krone s korimbom, ampak samo diadem. Na kovancih je uporabljal  tipičen naslov "Mazdēsn bay Šābuhr šāhān šāh Ērān ud Anērān kēčihr az yazdān" - "Častilec Mazde, božanski Šapur, kralj kraljev Irana/Irancev in Neirana/Neirancev, čigar podoba/sijaj je od bogov".

## Skalni relief
Šapur III. je naročil izdelavo skalnega reliefa v Taq-e Bostanu blizu današnjega Kermanšaha. Relief ima obliko ivana. Na njem sta upodobljena dva sasanidska kralja in napis, ki označuje kralja na levi kot Šapurja III. in kralja na desni kot Šapurja II. Za razliko od drugih sasanidskih reliefov, relief Šapurja III. ni izklesan na površini skalne stene, temveč na zadnji  strani sodčastega oboka. Slog je v 7. stoletju posnemal in obok povečal sasanidski monarh Kozrav II. (vladal 590–628).
- Relief Šapurja III. (levo) in Šapurja II. (desno)[20]
- George Rawlinson: risba reliefa
- Napis ob skulpturah

## Krožnik Klimova
Krožnik Klimova je srebrn krožnik v Muzeju Ermitaž v Sankt Peterburgu, na katerem kralj ubija leoparda. Kraljeva krona je identična kroni Šapurja III. Na njenem vrhu je tradicionalni korimbos, globusu podoben kos tkanine. Kralj ima enaka oblačila kot Jazdegerd I. na krožniku v  Metropolitanskem muzeju umetnosti v New Yorku. Na hrbtni strani krožnika je sogdijski napis iz 7. ali 8. stoletja. Harper in Meyers v svoji knjigi Srebrna posoda iz sasanidskega obdobja menita, da je kralj morda Šapur III., medtem ko Oxfordski slovar pozne antike meni, da je to on.